# 南谷村 (富山県)
南谷村（みなみだに / みなみだん むら）は、かつて富山県西礪波郡にあった村。現在の小矢部市北西部の南谷地区で、地区内のほとんどを中山間地および山間地で占めている。
村名は、石動町の南方の谷間に位置していたことが由来となっている。

## 沿革
- 1889年（明治22年）4月1日 - 町村制の施行により、礪波郡安楽寺村、道坪野村、峯坪野村、谷坪野村、論田村、岩尾滝村、峠村、荒間村、千石村、嘉例谷村及び後谷村の区域の一部の区域をもって、礪波郡南谷村が発足する。
- 1896年（明治29年）3月29日 - 郡制の施行のため、礪波郡が分割して、西礪波郡が発足により、西礪波郡に所属となる。
- 1953年（昭和28年）9月10日 - 西礪波郡石動町、宮島村、子撫村、南谷村、埴生村、正得村、松沢村及び荒川村が合併して、西礪波郡石動町が発足する。